# Bürgermeisterei Hürth
Die Bürgermeisterei Hürth war eine Bürgermeisterei im Landkreis Köln in der preußischen Rheinprovinz. Ihr Gebiet gehört heute zur Stadt Hürth im Rhein-Erft-Kreis.

## Geschichte
Von 1798 bis 1814 standen alle linksrheinischen Gebiete unter französischer Herrschaft. Während dieser Zeit wurde nach französischem Vorbild die Mairie Hürth eingerichtet, die zum Kanton Brühl im Arrondissement Köln des Rur-Departements gehörte. Nachdem das Rheinland 1814 an Preußen gefallen war, wurden aus der Mairie Hürth die preußische Bürgermeisterei Hürth, die 1816 zum neuen Landkreis Köln kam. 
Die Bürgermeisterei Hürth umfasste sechs Gemeinden:
- Berrenrath
- Fischenich
- Gleuel
- Hermülheim
- Hürth
- Kendenich

Der Verwaltungssitz der Bürgermeisters befand sich seit 1851 in Hermülheim; vorher wechselte er mit dem Wohnsitz des Bürgermeisters. An der Luxemburger Straße in Hermülheim wurde 1888 ein Neubau für das Bürgermeisteramt errichtet. Am Ende des Jahres 1927 wurde die Bezeichnung aller rheinischen Landbürgermeistereien in „Amt“ geändert. Die Bürgermeisterei Hürth hieß nun Amt Hürth.
Am 1. April 1930 wurden die sechs Gemeinden des Amtes Hürth zur neuen Gemeinde Hürth zusammengeschlossen.
Hürth war seitdem eine amtsfreie Gemeinde im Landkreis Köln und erhielt 1978 das Stadtrecht. Seit 1975 gehört Hürth zum Rhein-Erft-Kreis.

## Einwohnerentwicklung
| Jahr | Bürgermeisterei Hürth | Quelle |
| ---- | --------------------- | ------ |
| 1843 | 06.454                | [ 3 ]  |
| 1871 | 07.160                | [ 4 ]  |
| 1885 | 07.705                | [ 5 ]  |
| 1910 | 13.171                | [ 6 ]  |
| 1925 | 21.676                | [ 7 ]  |

## Bürgermeister
- 1800–180800Karl Josef Scholl
- 1809–181700Adam Josef Scholl
- 1817–184500Heinrich Felten
- 1845–185100Johann Peter Weygold
- 1851–187600Franz Josef Rosell
- 1876–192000Heinrich Rosell
- 1920–193000Werner Disse